# Vijay Kumar
Subedar Major Vijay Kumar (19 de agosto de 1985) es un tirador deportivo de la India. Ganó la medalla de plata en el evento de 25 metros pistola de tiro rápido individual en los Juegos Olímpicos del 2012. Kumar es oriundo de la aldea Barsar del distrito de Hamirpur de Himachal Pradesh y sirvió en el Subedar Major (suboficial Clase I) en el Regimiento de Dogra (16o batallón) Ejército de la India. Vijay Kumar es apoyado por la iniciativa olímpica de oro Quest. Ha sido publicado en la Unidad de Puntería del Ejército (AMU) Mhow desde 2003 donde está siendo entrenado por el ruso Pavel Smirnov.